# Ахмаднагар
Ахмадна́гар, Ахмеднагар (англ. Ahmednagar, маратхи अहमदनगर pronunciationо файле) — город в индийском штате Махараштра. Административный центр округа Ахмеднагар. Средняя высота над уровнем моря — 648 метров. По данным всеиндийской переписи 2001 года, в городе проживало 307 455 человек, из которых мужчины составляли 53 %, женщины — соответственно 47 %. Уровень грамотности взрослого населения составлял 84 % (при общеиндийском показателе 59,5 %). 10 % населения было моложе 6 лет.